# Actinoscyphia saginata
Actinoscyphia saginata är en havsanemonart som först beskrevs av Addison Emery Verrill 1882.  Actinoscyphia saginata ingår i släktet Actinoscyphia och familjen Actinoscyphiidae. Inga underarter finns listade i Catalogue of Life.